# Кубок Шпенглера 2011
Кубок Шпенглера 2011 — 85-й традиційний ювілейний турнір Кубок Шпенглера, що проходив у швейцарському місті Давос в період з 26 по 31 грудня 2011 року.
Традиційно окрім господарів хокейного клубу «Давос» та збірної команди Канади, участь в ньому взяли: чеський клуб ХК «Вітковіце», швейцарський клуб «Клотен Флаєрс», німецький Вольфсбург та латвійський клуб «Динамо» (Рига).
За регламентом змагань переможці груп виходять безпосередньо до півфіналу, а команди які зайняли 2-3 місця починають боротьбу з 1/4 фіналу.

## Попередній раунд

### Група «Торріані»
| 26 грудня 2011 15:00 | «Клотен Флаєрс» | 2 : 9 (0:0, 1:3, 1:6) | «Динамо» (Рига) | Вайлент Арена, Давос Глядачів: 6 500 |

|                                       | Рюгер     | Голкіпери | Крістофер Голт | Арбітри: Штікер Ебер |
| Станческу (Вік) — 22 Блум (Дюпон) —58 |           | 21 — Карсумс (Лусеніус, Галвіньш) 25 — Ципуліс (Редліхс) 29 — Букартс (Мейя) 42 — Озоліньш (Карсумс) 44 — Анкіпанс (Мейя, Букартс) 46 — Ципуліс (Варг) 47 — Упітіс (Шталс, Галвіньш) 49 — Цибульскіс 55 — Анкіпанс (Мейя, Букартс) |                | Арбітри: Штікер Ебер |
| 8 хв.                                 | Вилучення | 4 хв. |                | Арбітри: Штікер Ебер |
|                                       |           | |                | Арбітри: Штікер Ебер |

| 27 грудня 2011 15:00 | Вольфсбург | 0 : 6 (0:1, 0:2, 0:3) | «Клотен Флаєрс» | Вайлент Арена, Давос Глядачів: 6 010 |

|        | Дшунусов  | Голкіпери | Флюкігер | Арбітри: Ебер Яблуков |
|        |           | 14 — Вік (Нюландер, Станческу) 35 — Дюпон (Сантала, Нордгрен) 36 — Херрен (Жакме, Лінігер) 45 — Йенні (Дюпон) 54 — Станческу (Весткотт, Вік) 57 — Вік (Бергер) |          | Арбітри: Ебер Яблуков |
| 35 хв. | Вилучення | 14 хв. |          | Арбітри: Ебер Яблуков |
|        |           | |          | Арбітри: Ебер Яблуков |

| 28 грудня 2011 15:00 | «Динамо» (Рига) | 3 : 1 (2:0, 0:0, 1:1) | Вольфсбург | Вайлент Арена, Давос Глядачів: 6 147 |

|                                                                              | Ючерс     | Голкіпери        | Ланг | Арбітри: Курманн Штікер |
| Варг (Лундмарк, Цибульскіс) — 11 Анкіпанс (Букартс) — 14 Букартс (Мейя) — 47 |           | 54 — Печ (Фішер) |      | Арбітри: Курманн Штікер |
| 10 хв.                                                                       | Вилучення | 4 хв.            |      | Арбітри: Курманн Штікер |
|                                                                              |           |                  |      | Арбітри: Курманн Штікер |

| Команда         | 1   | 2   | 3   | В | ВО | ПО | П | ШЗ | ШП | Очк |
| --------------- | --- | --- | --- | - | -- | -- | - | -- | -- | --- |
| «Динамо» (Рига) | ×   | 9:2 | 3:1 | 2 | 0  | 0  | 0 | 12 | 3  | 6   |
| «Клотен Флаєрс» | 2:9 | ×   | 6:0 | 1 | 0  | 0  | 1 | 8  | 9  | 3   |
| Вольфсбург      | 1:3 | 0:6 | ×   | 0 | 0  | 0  | 2 | 1  | 9  | 0   |

### Група «Каттіні»
| 26 грудня 2011 20:15 | Канада | 7 : 1 (5:0, 1:0, 1:1) | ХК «Вітковіце» | Вайлент Арена, Давос Глядачів: 6 018 |

| | Турко     | Голкіпери         | Фальтер | Арбітри: Яблуков Курманн |
| Квятковські (Пеллетьє, Волсер) — 3 Піттіс (Рйост, Гайнс) — 4 Перро (Гендрі) — 8 Б. МакЛін (Гайнс,Метрополіт) — 11 Фата (Перент) — 17 Квятковські — 38 Б. МакЛін (Вільямс, Піттіс) — 53 |           | 49 — Вокер (Поль) |         | Арбітри: Яблуков Курманн |
| 8 хв. | Вилучення | 10 хв.            |         | Арбітри: Яблуков Курманн |
| |           |                   |         | Арбітри: Яблуков Курманн |

| 27 грудня 2011 20:15 | «Давос» | 2 : 1 (0:0, 2:1, 0:0) | ХК «Вітковіце» | Вайлент Арена, Давос Глядачів: 6 500 |

|                                                                                   | Дженоні   | Голкіпери         | Малек | Арбітри: Массі Штікер |
| Петр Татічек (Рето вон Аркс) — 39 Петр Татічек (Рето вон Аркс, Павел Брендл) — 40 |           | 26 — Поль (Вокер) |       | Арбітри: Массі Штікер |
| 8 хв.                                                                             | Вилучення | 10 хв.            |       | Арбітри: Массі Штікер |
|                                                                                   |           |                   |       | Арбітри: Массі Штікер |

| 28 грудня 2011 20:15 | Канада | 1 : 8 (0:1, 1:1, 0:6) | «Давос» | Вайлент Арена, Давос Глядачів: 6 500 |

|                       | Аллен     | Голкіпери | Рето Берра | Арбітри: Ебер Массі |
| Пеллетьє (Перро) — 40 |           | 18 — Сикора 34 — Сикора (Форстер) 43 — Сейна (Ерл) 47 — Ерл (Брендл, Форстер) 51 — Сикора (Татічек, вон Аркс) 53 — Сейна (Ерл) 57 — Бюрглер (Штайнманн, Нійнімаа) 58 — Брендл (Ерл) |            | Арбітри: Ебер Массі |
| 4 хв.                 | Вилучення | 10 хв. |            | Арбітри: Ебер Массі |
|                       |           | |            | Арбітри: Ебер Массі |

| Команда        | 1   | 2   | 3   | В | ВО | ПО | П | ШЗ | ШП | Очк |
| -------------- | --- | --- | --- | - | -- | -- | - | -- | -- | --- |
| «Давос»        | ×   | 8:1 | 2:1 | 2 | 0  | 0  | 0 | 10 | 2  | 6   |
| Канада         | 1:8 | ×   | 7:1 | 1 | 0  | 0  | 1 | 8  | 9  | 3   |
| ХК «Вітковіце» | 1:2 | 1:7 | ×   | 0 | 0  | 0  | 2 | 2  | 9  | 0   |

## Фінальний раунд

### 1/4 фіналу
| 29 грудня 2011 15:00 | «Клотен Флаєрс» | 1 : 5 (0:1, 0:2, 1:2) | ХК «Вітковіце» | Вайлент Арена, Давос Глядачів: 5 677 |

|                   | Рюгер     | Голкіпери                                                                                               | Малек | Арбітри: Яблуков Массі |
| Дюбуа (Блум) — 59 |           | 17 — Я. Каня (Седіви) 22 — Т. Каня (Сикора, Рандеггер) 39 — Сикора (Колленберг) 41 — Поль 57 — Штефанка |       | Арбітри: Яблуков Массі |
| 8 хв.             | Вилучення | 8 хв.                                                                                                   |       | Арбітри: Яблуков Массі |
|                   |           | |       | Арбітри: Яблуков Массі |

| 29 грудня 2011 20:15 | Канада | 2 : 3 (бул.) (1:1, 1:0, 0:1, 0:0, 0:1) | Вольфсбург | Вайлент Арена, Давос Глядачів: 6 067 |

|                                           | Турко     | Голкіпери                                      | Дшунусов | Арбітри: Ебер Курманн |
| Піттіс — 14 К. МакЛін (Гайнс, Мерфі) — 38 |           | 19 — Лаліберт (Міллі) 52 — Фішер Госпельт (ПБ) |          | Арбітри: Ебер Курманн |
| 10 хв.                                    | Вилучення | 10 хв.                                         |          | Арбітри: Ебер Курманн |
|                                           |           |                                                |          | Арбітри: Ебер Курманн |

### 1/2 фіналу
| 30 грудня 2011 15:00 | «Давос» | 4 : 2 (1:1, 2:1, 1:0) | ХК «Вітковіце» | Вайлент Арена, Давос Глядачів: 6 500 |

| | Дженоні   | Голкіпери                                    | Малек | Арбітри: Штікер Яблуков |
| Ск'яроні (Ерл, Сейна) — 4 Татічек (Джоджі, вон Аркс) — 25 Брендл (Гуггісберг, Нійнімаа) — 30 Сикора (Татічек) — 60 |           | 12 — Седіви (Колленберг) 24 — Вокер (Кучера) |       | Арбітри: Штікер Яблуков |
| 10 хв. | Вилучення | 4 хв.                                        |       | Арбітри: Штікер Яблуков |
| |           |                                              |       | Арбітри: Штікер Яблуков |

| 30 грудня 2011 20:15 | «Динамо» (Рига) | 4 : 1 (1:1, 2:0, 1:0) | Вольфсбург | Вайлент Арена, Давос Глядачів: 6 500 |

|                                                                                                   | Голт      | Голкіпери          | Дшунусов | Арбітри: Курманн Массі |
| Бічевскіс (Подзіньш) — 15 Карсумс (Лусеніус, Галвіньш) — 27 Карсумс (Лусеніус) — 29 Лундмарк — 60 |           | 12 — Коль (Гюбшер) |          | Арбітри: Курманн Массі |
| 4 хв.                                                                                             | Вилучення | 8 хв.              |          | Арбітри: Курманн Массі |
|                                                                                                   |           |                    |          | Арбітри: Курманн Массі |

### Фінал
| 31 грудня 2011 12:00 | «Давос» | 3 : 2 (2:0, 1:1, 0:1) | «Динамо» (Рига) | Вайлент Арена, Давос Глядачів: 6 500 |

|                                                                                    | Рето Берра | Голкіпери                             | Маріс Ючерс | Арбітри: Ебер Яблуков |
| Ск'яроні (Ріцці, Сейна) — 2 Сикора (Форстер, вон Аркс) — 11 Брендл (Гросманн) — 31 |            | 22 — Лундмарк (Ципуліс) 60 — Лусеніус |             | Арбітри: Ебер Яблуков |
| 16 хв.                                                                             | Вилучення  | 8 хв.                                 |             | Арбітри: Ебер Яблуков |
|                                                                                    |            |                                       |             | Арбітри: Ебер Яблуков |

## Найкращий бомбардир за системою гол+пас
- Робертс Букартс («Динамо») 6 (2+4)

## Команда усіх зірок
- Воротар: Роман Малек (ХК «Вітковіце»)
- Захисники: Біт Форстер («Давос») — Сандіс Озоліньш («Динамо»)
- Нападники: Петр Сикора («Давос») — Кай Госпельт («Вольфсбург») — Роббі Ерл («Давос»)